# Lekkoatletyka na Letnich Igrzyskach Olimpijskich 1960 – sztafeta 4 × 100 m mężczyzn
Sztafetę 4 × 100 metrów mężczyzn podczas XVII Letnich Igrzysk Olimpijskich w Rzymie rozegrano 7 (eliminacje) i 8 września 1960 (półfinały i finał) na Stadio Olimpico. Zwycięzcą została sztafeta wspólnej reprezentacji Niemiec, która biegła w składzie: Bernd Cullmann, Armin Hary, Walter Mahlendorf i Martin Lauer. W eliminacjach i finale wyrównała rekord świata z czasem 39,5 s. Sztafeta Stanów Zjednoczonych ukończyła bieg finałowy jako pierwsza w czasie 39,4 s, lecz została zdyskwalifikowana za przekroczenie strefy zmian.

## Rekordy
|                   | Reprezentacja     | Zawodnicy                                                       | Czas | Data                  | Miejsce   |
| ----------------- | ----------------- | --------------------------------------------------------------- | ---- | --------------------- | --------- |
| Rekord świata     | Stany Zjednoczone | Ira Murchison, Leamon King, Thane Baker, Bobby Joe Morrow       | 39,5 | 1 grudnia 1956(dts)   | Melbourne |
| Rekord świata     | RFN               | Manfred Steinbach, Martin Lauer, Heinz Fütterer, Manfred Germar | 39,5 | 29 sierpnia 1958(dts) | Kolonia   |
| Rekord olimpijski | Stany Zjednoczone | Ira Murchison, Leamon King, Thane Baker, Bobby Joe Morrow       | 39,5 | 1 grudnia 1956(dts)   | Melbourne |

## Wyniki
| Poz. - pozycja |
| – rekord świata \| – rekord krajowy \| – rekord życiowy \| = – wyrównany rekord życiowy \| · – najlepszy wynik w sezonie \| = – wyrównany najlepszy wynik w sezonie \| – rekord olimpijski |
| Fn – falstart \| DNF – nie ukończyła \| DNS – nie wystartowała \| DSQ – zdyskwalifikowana                                                                                                  |

### Eliminacje
19 sztafet przystąpiło do biegów eliminacyjnych. Rozegrano cztery biegi. Do półfinałów awansowały po trzy najlepsze sztafety w każdym biegu (Q).

#### Bieg 1
| Poz. | Państwo         | Zawodnicy                                                                   | Rezultat | Uwagi |
| ---- | --------------- | --------------------------------------------------------------------------- | -------- | ----- |
| 1    | Wielka Brytania | Peter Radford, David Jones, David Segal, Nick Whitehead                     | 40,1     | Q, =  |
| 2    | ZSRR            | Gusman Kosanow, Łeonid Barteniew, Jurij Konowałow, Edwin Ozolin             | 40,2     | Q     |
| 3    | Szwajcaria      | Peter Laeng, Heinz Müller, Werner Schaufelberger, Sebald Schnellmann        | 40,8     | Q, =  |
| 4    | Irak            | Jassim Karim Kuraishi, Khudhir Zalata, Falih Fahmi, Ghanim Mahmoud          | 41,7     |       |
| 5    | Tajlandia       | Boonsong Arjtaweekul, Prajim Wongsuwan, Paiboon Vacharapan, Suthi Manyakass | 42,0     |       |

#### Bieg 2
| Poz. | Państwo             | Zawodnicy                                                              | Rezultat | Uwagi |
| ---- | ------------------- | ---------------------------------------------------------------------- | -------- | ----- |
| 1    | Włochy              | Armando Sardi, Pier Giorgio Cazzola, Salvatore Giannone, Livio Berruti | 40,0     | Q,    |
| 2    | Protektorat Nigerii | Jimmy Omagbemi, Abdul Karim Amu, Smart Akraka, Adebayo Oladapo         | 40,1     | Q     |
| 3    | Wenezuela           | Horacio Esteves, Lloyd Murad, Emilio Romero, Rafael Romero             | 41,0     | Q     |
| 4    | Filipiny            | Remegio Vista, Isaac Gómez, Enrique Bautista, Rogelio Onofre           | 41,4     |       |
| –    | Protektorat Ugandy  | Aggrey Awori, Gadi Ado, Erasmus Amukun, Jean Baptiste Okello           | DSQ      |       |

#### Bieg 3
| Poz. | Państwo  | Zawodnicy                                                                     | Rezultat | Uwagi |
| ---- | -------- | ----------------------------------------------------------------------------- | -------- | ----- |
| 1    | Niemcy   | Bernd Cullmann, Armin Hary, Walter Mahlendorf, Martin Lauer                   | 39,5     | Q, =  |
| 2    | Grecja   | Joanis Komitudis, Konstandinos Lolos, Leonidas Kormalis, Nikolaos Jeorjopulos | 41,6     | Q     |
| 3    | Pakistan | Abdul Malik, Muhammad Ramzan Ali, Ghulam Raziq, Abdul Khaliq                  | 42,5     | Q     |
| –    | Polska   | Marian Foik, Janusz Jarzembowski, Józef Szmidt, Jerzy Juskowiak               | DSQ      |       |

#### Bieg 4
| Poz. | Państwo           | Zawodnicy                                                              | Rezultat | Uwagi |
| ---- | ----------------- | ---------------------------------------------------------------------- | -------- | ----- |
| 1    | Stany Zjednoczone | Frank Budd, Ray Norton, Stone Johnson, David Sime                      | 39,7     | Q     |
| 2    | Kanada            | Lynn Eves, George Short, Terry Tobacco, Harry Jerome                   | 42,1     | Q     |
| 3    | Japonia           | Keiji Ogushi, Kimitada Hayase, Takayuki Okazaki, Hiroshi Shibata       | 42,4     | Q     |
| 4    | Afganistan        | Abdul Ghafar Ghafoori, Abdul Hadi Shekaib, Habib Sayed, Ali Yusuf Zaid | 44,4     |       |
| –    | Francja           | Paul Genevay, Jocelyn Delecour, Abdoulaye Seye, Claude Piquemal        | DSQ      |       |

### Półfinały
Rozegrano dwa biegi. Do finału awansowały po trzy najlepsze sztafety w każdym biegu (Q).

#### Bieg 1
| Poz. | Państwo             | Zawodnicy                                                        | Rezultat | Uwagi |
| ---- | ------------------- | ---------------------------------------------------------------- | -------- | ----- |
| 1    | Niemcy              | Bernd Cullmann, Armin Hary, Walter Mahlendorf, Martin Lauer      | 39,7     | Q     |
| 2    | Wenezuela           | Clive Bonas, Lloyd Murad, Emilio Romero, Rafael Romero           | 40,3     | Q     |
| 3    | Wielka Brytania     | Peter Radford, David Jones, David Segal, Nick Whitehead          | 40,5     | Q     |
| 4    | Kanada              | Lynn Eves, George Short, Terry Tobacco, Sig Ohlemann             | 41,1     | [ 5 ] |
| 5    | Japonia             | Keiji Ogushi, Kimitada Hayase, Takayuki Okazaki, Hiroshi Shibata | 42,2     |       |
| –    | Protektorat Nigerii | Jimmy Omagbemi, Abdul Karim Amu, Smart Akraka, Adebayo Oladapo   | DSQ      |       |

#### Bieg 2
| Poz. | Państwo           | Zawodnicy                                                                     | Rezultat | Uwagi |
| ---- | ----------------- | ----------------------------------------------------------------------------- | -------- | ----- |
| 1    | Stany Zjednoczone | Frank Budd, Ray Norton, Stone Johnson, David Sime                             | 39,7     | Q     |
| 2    | Włochy            | Armando Sardi, Pier Giorgio Cazzola, Salvatore Giannone, Livio Berruti        | 40,2     | Q     |
| 3    | ZSRR              | Gusman Kosanow, Łeonid Barteniew, Jurij Konowałow, Edwin Ozolin               | 40,2     | Q     |
| 4    | Szwajcaria        | Peter Laeng, Heinz Müller, Werner Schaufelberger, Sebald Schnellmann          | 40,9     |       |
| 5    | Grecja            | Joanis Komitudis, Konstandinos Lolos, Leonidas Kormalis, Nikolaos Jeorjopulos | 41,7     |       |
| 6    | Pakistan          | Abdul Malik, Muhammad Ramzan Ali, Ghulam Raziq, Abdul Khaliq                  | 42,8     |       |

### Finał
| Poz. | Państwo           | Zawodnicy                                                              | Rezultat | Uwagi |
| ---- | ----------------- | ---------------------------------------------------------------------- | -------- | ----- |
| 1    | Niemcy            | Bernd Cullmann, Armin Hary, Walter Mahlendorf, Martin Lauer            | 39,5     | =     |
| 2    | ZSRR              | Gusman Kosanow, Łeonid Barteniew, Jurij Konowałow, Edwin Ozolin        | 40,1     |       |
| 3    | Wielka Brytania   | Peter Radford, David Jones, David Segal, Nick Whitehead                | 40,2     |       |
| 4    | Włochy            | Armando Sardi, Pier Giorgio Cazzola, Salvatore Giannone, Livio Berruti | 40,2     |       |
| 5    | Wenezuela         | Clive Bonas, Lloyd Murad, Emilio Romero, Rafael Romero                 | 40,7     |       |
| –    | Stany Zjednoczone | Frank Budd, Ray Norton, Stone Johnson, David Sime                      | DSQ      |       |